# Хакутё
Хакутё (яп. はくちょう Хакутё:, Лебедь, до запуска обозначался яп. 第4号科学衛星CORSA-b, Дай-ён-го кагаку эйсэй CORSA-b — «Четвёртый научный спутник CORSA-b») — японская рентгеновская орбитальная обсерватория, предназначенная для исследования неба в лучах. Разработана и создана в Институте космических исследований и аэронавтики (яп. 宇宙航空研究所 (ISAS)) проектной группой под руководством Минору Ода.
Запущена 21 февраля 1979 года японской ракетой-носителем M-3C с космического центра Утиноура (Япония). Изначальное название спутника — Corsa-B — отражало то, что спутник является копией спутника Corsa, чей запуск 4 февраля 1976 года был неудачным из-за проблем с ракетой-носителем. После вывода на орбиту спутник был назван «Хакутё» (яп. はくちょう, ромадзи Hakuchō), что в переводе с японского означает «лебедь», по-латыни — cygnus (название спутника представляет собой аллюзию на один из известнейших рентгеновских источников Лебедь X-1 (Cygnus X-1) — двойную систему с компактным объектом).
Задачей обсерватории был обзор неба и слежение за вспыхивающими рентгеновскими источниками. Два года обсерватория работала параллельно с обсерваторией HEAO2/Эйнштейн, являясь дополнениям к возможностям этой обсерватории, а с 1983 года работала параллельно со второй японской рентгеновской обсерваторией — Тэмма.
Спутник представлял собой восьмиконечный цилиндр, сужающийся к одному концу. Стабилизация ориентации спутника осуществлялась за счёт его вращения вокруг своей оси. Период вращения ~12 секунд.

## Инструменты
Обсерватория несла 3 основных инструмента, состоящих в общей сложности из 11 отдельных детекторов. Поля зрения семи из них были направлены вдоль оси вращения, четыре, проводящие обзор неба, были направлены перпендикулярно ей.
Инструмент VSX (Very Soft eXperiment) состоял из четырёх идентичных счётчиков, закрытых тонкой полипропиленовой плёнкой с рабочим диапазоном 0.1-1 кэВ и площадью ~77 см² каждый. Два счётчика P были направлены под углом 2.7 градуса к оси вращения спутника, другие два (V) — под углом 45 градусов.
Инструмент SFX(SoFt x-ray eXperiment) состоял их 6 пропорциональных счётчиков с бериллиевыми окнами и рабочим энергетическим диапазоне 1.5-30 кэВ. 4 счётчика (P) были направлены вдоль оси вращения спутника, два других (V) — под углом 45 градусов к ней. Два счётчика P-CMC с эффективной площадью 69 см² каждый имели поле зрения 17.6 градусов. Два других — P-FMC — эффективную площадь 40 и 83 см² и поле зрения 5.8 градусов.
Инструмент HDX (HarD X-ray experiment) представлял собой сцинтиллятор из кристалла NaI (Tl) с эффективных рабочим диапазоном 10-100 кэВ. Эффективная площадь кристалла составляла 49 см², поле зрения — 4.4х10 градусов, направлено под углом 3 градуса к оси вращения спутника.

## Результаты
- По результатам наблюдений обсерватории Хакутё был открыт ряд ярких вспыхивающих (транзиентных) источников. Среди самых известных — Cen X-4  и Aql X-1
- Мониторирование рентгеновских пульсаров — аккрецирующих нейтронных звёзд, например Vela X-1, A0535+26
- Первые подробные исследования рентгеновских вспышек первого рода — взрывного термоядерного горения атмосфер нейтронных звёзд